# Ковалевський Павло Осипович
Павло Осипович Ковале́вський (нар. 4 серпня 1843, Казань — пом. 4 березня 1903, Санкт-Петербург) — російський художник і педагог; академік Перербурзької академії мистецтв з 1876 року.

## Біографія
Народився 23 липня [4 серпня] 1843 року в місті Казані (нині Татарстан, Росія) у сім'ї професора Казанського університету Осипа Ковалевського. Упродовж 1863—1871 років навчався в Петербурзькій академії мистецтв у Богдана Віллевальде. За період навчання отримав медалі: у 1863 і 1865 роках за етюди коней — малі; у 1866 році — велику; у 1868 році за малюнки з натури — малу срібні; у 1869 році за картину «Переслідування турецьких фуражирів лінійними козаками поблизу Карсу» — малу, а в 1871 році за картину «Перший день битви при Лейпцигу в 1813 році» (закінчена 1872 року; Музей Російської академії мистецтв) — велику золоті медалі і право на закордонне пенсіонерство. Протягом 1873—1876 років побував у Мюнхені, Відні, Римі, Парижі. У 1876 році отримав звання академіка за картину «Розкопки в Римі».
Під час російсько-турецької війни 1877—1878 був художником при штабі 12-го корпусу Російської імператорської армії, що діяв у Болгарії.
Жив і працював переважно у Санкт-Петербурзі. Викладав у Петербурзькій академії мистецтв (з 1881 року — професор; у 1897—1903 роках очолював майстерню батального живопису). У 1880-ті та 1890-ті роки жив у Києві. Неодноразово їздив по середній смузі Росії. Помер у Санкт-Петербурзі 19 лютого [4 березня] 1903 року.

## Творчість
Пмсав переважно батальні і жанрові картини, часто із зображенням коней. Серед робіт:
- «Сірий кінь» (1865, Пензенська обласна картинна галерея);
- «Мотузкова тяга на річці Іжорі» (1868, Державний Російський музей);
- «Пейзаж з горцями» (1872, Краснодарський крайовий художній музей);
- «Кавказ» (1872, Державна Третьяковська галерея);
- «Перед грозою на трійці» (1873, Музей конярства Тимірязевської сільськогосподарської академії);
- «Привал кавалеристів» (1874, Державний Російський музей);
- «Зустріч» (1876, Державна Третьяковська галерея; варіант — Національний художній музей Білорусі);
- «Розкопки в Римі» («Нівеліровка околиць Риму для будівлі нових кварталів»; 1876, Державний Російський музей; мала зотота медаль на Всевітній виставці 1878 року в Парижі і золота медаль на виставці в Берліні у 18886 році);
- «Штаб 12 корпусу в Болгарії. Полонені турки» (1878, Державний Російський музей);
- «12 жовтня 1877 року. Перев'язувальний пункт біля села Іваново-Чифлик» (1878, Державний Російський музей);
- «Ранений офіцер в Болгарії» (1878, акварель; Державна Третьяковська галерея);
- «Перехід через Балкани» (1881, зберігалася у Київському музеї російського мистецтва, пропала під час німецько-радянської війни);
- «Епізод із болгарської війни» (1882, Державна Третьяковська галерея);
- «Об'їзд єпархії» (1885, Державна Третьяковська галерея);
- «Полювання» (1886, Єкатеринбурзький музей образотворчих мистецтв);
- «Трійка в житі» (1886, Астраханська картинна галерея);
- «Переправа» (1889, Омський обласний музей образотворчих мистецтв);
- «Переправа через Дунай» (1889, Ростовський обласний музей образотворчих мистецтв);
- «Спуск до перевозу на Волзі» (1890, Нижегородський державний художній музей);
- «Біла ніч» (1891, Іркутський обласний художній музей);
- «На ріллі» (1897, Державний музей образотворчих мистецтв Республіки Татарстан);
- «Катання на масницю» (1900, Ярославський художній музей);
- «На етюдах. Портрет художника Олександра Мурашка» (Національний художній музей України).

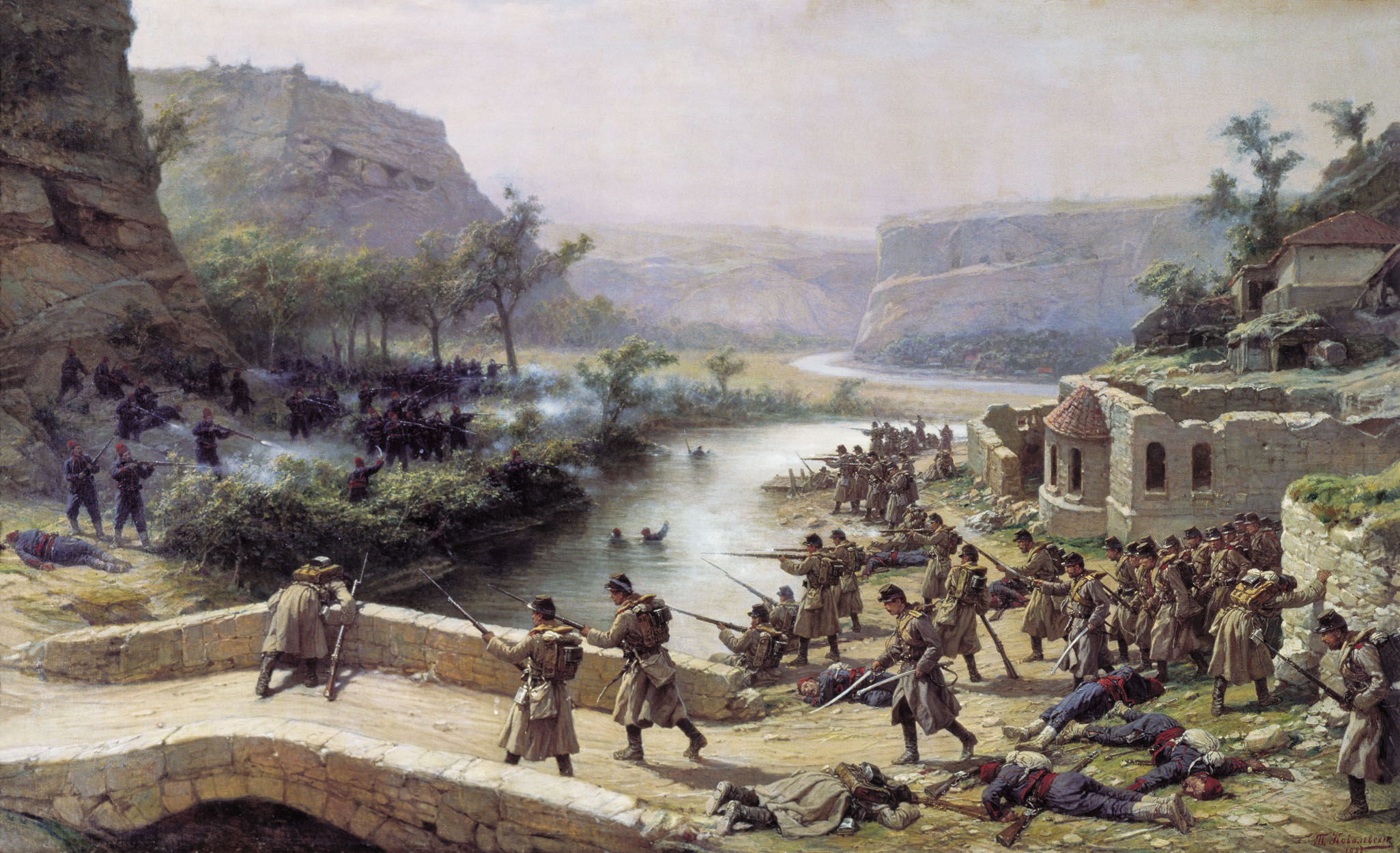
«Битва при річці Ломі 12 жовтня 1877 року»

У другій половині 1880-х — на початку 1890-х брав участь у виконанні серії картин на тему російсько-турецької війни 1877—1878 років для Військової галереї Зимового палацу у Санкт-Петербурзі:
- «Битва при річці Ломі 12 жовтня 1877 року» («Справа біля села Іваново-Чифлик 12 жовтня 1877 року», 1887);
- «Кавалерійська справа біля Трестеника і Мечки 14 листопада 1877 року»;
- «Нічний бій під Карагачем 4 січня 1878 року».

Виконав низку робіт за мотивами роману «Війна і мир» Льва Толстого (головним чином батальні сцени). Зокрема:
- «Втеча французької армії у 1812 році» (1868, картон; Саратовський художній музей);
- «Можайська дорога» (1870, Державна Третьяковська галерея);
- «Кутузов у Цареві-Займищі» (1870-ті, акварель);
- «Кутузов перед Бородинською битвою» (1870-ті, акварель);
- «Епізод Бородинської битви» (1898, сепія; Воронезький обласний художній музей);
- «Князь Андрій і П'єр на поромі» (Державний музей Льва Толстого у Москві);
- «Розмова П'єра з офіцерами на кургані біля Бородіно» (Державний музей Льва Толстого).

Ілюстрував оповідання «Завірюха» Льва Толстого (альбом малюнків, картон; Державний музей Льва Толстого), «Льгов», «Касьян з Гарною Мечі» і роман «Батьки і діти» Івана Тургенєва (1898, картон; частина малюнків у Пушкінському Домі).
Брав участь у виставках з 1868 року (Петербурзької авадемії мистецтв, Московського товариства любителів мистецтв, Товариства південноросійських художників та інших). Його роботи експонувалися на Всесвітній виставці у Відні у 1873 році. Посмертні виставки відбулися у Санкт-Петербурзі/Петрограді у 1904 році («Малюнки та нариси з альбому К.») і 1916 році.

## У мистецтві
Портрети художника виконали: Микола Кузнецов (1987, олія); Григорій Мясоєдов (біля 1904, олія); Василь Мате (1906, офорт).